# دستني (ستريمر)
ستيفن كينيث بونيل الثاني 12 ديسمبر 1988

 المعروف على الإنترنت باسم ديستني، هو مذيع بث مباشر ومعلق سياسي صهيوني أمريكي. لقد كان من بين أوائل الأشخاص الذين بَثُّوا ألعاب الفيديو عبر الإنترنت بدوام كامل وحظي بالاهتمام باعتباره رائدًا في هذه الصناعة. منذ عام ٢٠١٦، حصل على مزيد من الاهتمام لبث المناقشات السياسية مع شخصيات أخرى عبر الإنترنت، حيث يدافع عن السياسات التقدمية والليبرالية.

## النشأة
ولد ستيفن كينيث بونيل الثاني في أوماها، نبراسكا لأم أمريكية كوبية وأب أمريكي أبيض. نشأ في منزل كاثوليكي محافظ، وحضر مدرسة كريتون الإعدادية، مدرسة ثانوية يسوعية خاصة للبنين. عندما كان في سن ما قبل المراهقة ، انهارت أعمال الرعاية النهارية المنزلية الخاصة بوالدته، وتم حجز منزل عائلته. وبعد سنوات قليلة، انتقل والديه لرعاية أحد أقاربه المسنين، وبعد ذلك عاش مع جدته حتى بلغ 
في عام ٢٠٠٧، التحق بونيل بجامعة نبراسكا، أوماها ، حيث درس الموسيقى أثناء عمله في نوبات ليلية كمدير مطعم في كازينو. وفي نهاية المطاف، لم يتمكن بونيل من التوفيق بين تعليمه والعمل بدوام كامل، وترك الكلية في عام ٢٠١٠. وبعد فترة وجيزة، طُرد من منصبه في المطعم، ووجد عملاً كمنظف سجاد.

## حياة مهنية
في عام ٢٠١١، استقال بونيل من وظيفته كمنظف للسجاد ليقوم ببث ألعاب الفيديو بدوام كامل. قام ببث مباريات ستار كرافت ٢ على Livestream.com و يوستريم ،  ثم جستن.تي في ثم تويتش (الآن يوتيوب)، وحقق نجاحًا ماليًا على الفور. في أكتوبر من ذلك العام، انضم بونيل إلى فريق Quantic Gaming المحترف وحصل على المركز الرابع في دعوة MLG Global في أمريكا الشمالية لعام ٢٠١١. خلال السنوات التي قضاها كمستخدم في لعبة ستار كرافت ٢ ، كان بونيل معروفًا بأسلوبه الكاشطة والمواجه، بما في ذلك استخدام التعليقات "اللاذعة والمسيئة في كثير من الأحيان" ضد لاعبين آخرين من أجل الفكاهة الصادمة. تم تعريف بونيل على أنه ليبرالي خلال هذه الحقبة، لكن سياسته بدأت تتحول نحو الليبرالية بعد حادثة سمع فيها لاعبًا آخر يطلق على شخص مثلي الجنس لقب " الشاذ اللعين".
ابتداءً من عام ٢٠١٦، اكتسب بونيل الاهتمام من خلال البث المباشر للمناظرات السياسية مع شخصيات الإنترنت الأخرى. وقد نسبت التغطية الصحفية والأكاديمية اللاحقة للتعليقات اليمينية على موقع يوتيوب الفضل إلى بونيل باعتباره معارضة مبكرة وفعالة لها، لا سيما بسبب أسلوبه الاستفزازي والقتال في النقاش الذي يجذب جمهور الألعاب اليميني. صرح بونيل نفسه أن نيته ليست إقناع خصومهم، بل إقناع الجمهور. على الرغم من أنه أعرب عن أن بث آرائه غالبًا ما يبدو "أشبه بالصراخ في الفراغ"، إلا أنه يقدر أنه تلقى مئات رسائل البريد الإلكتروني من أعضاء سابقين في اليمين البديل ينسبون إليه الفضل في تحولهم إلى السياسة اليسارية . في عام ٢٠١٩، بدأ بونيل النقاش لصالح الرأسمالية ضد الاشتراكيين والشيوعيين .
ناقش بونيل مستخدم يوتيوب الشهير جون جعفري، المعروف باسم جون ترون ، حول الهجرة والاستيعاب في مارس ٢٠١٧، بعد أن قام جعفري بالتغريد لدعم التصريحات المناهضة للهجرة لعضو الكونجرس الجمهوري ستيف كينج . في مناظرته مع بونيل، اعتبر المشاهدون تصريحات الجعفري بشأن العرق والجريمة والهجرة مثيرة للجدل، وجذبت ردود الفعل العنيفة اللاحقة اهتمام وسائل الإعلام.
في نوفمبر ٢٠١٨، عرض بونيل وزميله تريهيكس (ميشال رامون جيفرسون) تعاونًا في التعليق السياسي لأول مرة ، The DT Podcast . قام البودكاست ببث الحلقة الأخيرة في أكتوبر ٢٠١٩، والتي واجه خلالها جيفرسون بونيل فيما يتعلق بالتصريحات التي أدلى بها الأخير دفاعًا عن استخدامه للفكاهة المسيئة - بما في ذلك الافتراءات العنصرية - على انفراد.
تم إخطار بونيل في سبتمبر ٢٠٢٠ بأنه سيتم إنهاء اتفاقية شراكة تويتش الخاصة به في الشهر التالي بسبب "التشجيع على العنف". جاء الإنهاء نتيجة للتعليقات التي تم الإدلاء بها على الهواء مباشرة بعد إطلاق النار على اضطرابات كينوشا ، حيث أعرب بونيل عن معارضته لأعمال الشغب في احتجاجات جورج فلويد . قال بونيل إن "أعمال الشغب يجب أن تتوقف، وإذا كان ذلك يعني أن رجال الميليشيات البيض المتخلفين يقصون المتظاهرين الأغبياء الذين يعتقدون أن بإمكانهم إحراق المباني في الساعة العاشرة مساءً، ففي هذه المرحلة لديهم مباركتي اللعينة... "  قال بونيل لاحقًا إن كايل ريتنهاوس كان مضللاً بشكل واضح ولكن إحباطه كان من مثيري الشغب الذين اعتقد بونيل أنهم سيخيفون الناس ويدفعونهم للتصويت لصالح دونالد ترامب مرة أخرى.
في مارس ٢٠٢٢، تم حظر بونيل إلى أجل غير مسمى من تويتش بسبب "السلوك البغيض". تتوقع Dot Esports أن هذا ربما كان بسبب تدفق بونيل مع القومي الأبيض نيك فونتاس ، الذي تم حظره سابقًا من المنصة. وتكهن بونيل بأن سبب الحظر ربما كان مرتبطًا بإعرابه عن وجهة نظر مفادها أن "النساء المتحولات لا ينبغي أن يتنافسن مع النساء المتحولات في ألعاب القوى النسائية".
في سبتمبر ٢٠٢٣، أجرى بونيل، جنبًا إلى جنب مع ناشطين سياسيين آخرين مثل فوش وإيما فيجلاند وكيففالز ، مقابلة مع الممثل الأمريكي رو خانا حول موضوعات مختلفة، بما في ذلك أهمية المشاركة السياسية للشباب وطرق تعزيز المشاعر السياسية التقدمية ، بالإضافة إلى طرح أسئلة حول رو خانا نفسه.

## وجهات النظر السياسية والنشاط
يصف بونيل نفسه بأنه "ليبرالي شامل"، وهي عبارة يستخدمها لوصف الشخص الذي يؤمن بالمبادئ الأساسية لليبرالية والحرية والمساواة، بينما يؤمن بعناصر الأيديولوجيات الأخرى "بطريقة عملية". [ مطلوب مصدر غير أساسي ] وصف بونيل نفسه أيضًا بأنه " ديمقراطي اشتراكي كبير جدًا". لقد جادل ضد كل من سياسات اليمين المتطرف وسياسات اليسار المتطرف . في عام ٢٠٢١، ناقش بونيل الاقتصادي الماركسي ريتشارد د. وولف ، ودافع بونيل عن الرأسمالية. وصف بونيل تسمية "الاشتراكية" بأنها غير محددة جيدًا، وأشار إلى تاريخ من المجاعة والانتهاكات في دول مثل الاتحاد السوفيتي والصين ، بينما رد وولف بمحاولة تصحيح التحريفات المتصورة من بونيل لآرائه حول الاشتراكية طوال المناقشة. أشار بونيل إلى فقره خلال سنوات مراهقته وسنوات دراسته الجامعية باعتباره تأثيرًا على آرائه، ويقول إنه يفضل الجدال بناءً على البيانات التجريبية بدلاً من الإقناع الأخلاقي .
في عام ٢٠٢٠، دعم بونيل الحملة الانتخابية العامة لجو بايدن . [بحاجة لمصدر غير أولي] بعد فوز بايدن، قاد بونيل حملة جمع الأصوات لدعم المرشحين الديمقراطيين جون أوسوف ورافائيل وارنوك في جولة الإعادة في مجلس الشيوخ بجورجيا ٢٠٢٠-٢٠٢١ . بمساعدة ما يقرب من ١٤٠ متطوعًا تم حشدهم من جمهور بونيل عبر الإنترنت، طرقت الحملة ما يقدر بـ ١٧٥٠٠-٢٠٠٠٠ باب في كولومبوس، جورجيا ، مما يجعلها واحدة من أكبر الحملات الانتخابية.
قاد بونيل عملية فرز أصوات أخرى لدعم مارك جودجيل في انتخابات عمدة أوماها لعام ٢٠٢١ . في ٣ مارس ٢٠٢١، قطع جودجيل العلاقات رسميًا مع بونيل بسبب تصريحات الأخير بشأن أعمال الشغب في احتجاجات جورج فلويد.

## الحياة الشخصية
عاش بونيل في نبراسكا قبل أن ينتقل إلى منطقة لوس أنجلوس في ديسمبر ٢٠١٨. في أواخر عام ٢٠٢١ انتقل إلى ميامي، فلوريدا.
بونيل ثنائي الجنس بشكل علني وهو حاليًا في زواج مفتوح مع لاعبة البث السويدي ميلينا جورانسون. تزوج بونيل وجورانسون في ديسمبر ٢٠٢١  - لديه ابن من زواج سابق.
بعد أن درس الموسيقى في الكلية في جامعة نبراسكا، أوماها، يعزف على آلات متعددة، بما في ذلك لوحة المفاتيح والساكسفون والغيتار.